# سباستین مویانو (بازیکن فوتبال)
سباستین مویانو (انگلیسی: Sebastián Moyano؛ زادهٔ ۲۶ اوت ۱۹۹۰) بازیکن فوتبال اهل آرژانتین است.
از باشگاه‌هایی که در آن بازی کرده‌است می‌توان به باشگاه فوتبال گودوی کروز اشاره کرد.